# Szemszak
Szemszak (pers. شمشک) – miasto w Iranie, w ostanie Teheran. W 2006 roku miasto liczyło 2383 mieszkańców w 702 rodzinach. Miasto powstało z dawnych wiosek Szemszak-e Bala, Szemszak-e Pajin, Darband Sar, Sefidestan, Darrud i Dżirud.